# Далкит
Далки́т (англ. Dalkeith, гэльск. Dail Cheith, скотс Dawkeith) — город на востоке Шотландии. Административный центр округа Мидлотиан.

## История

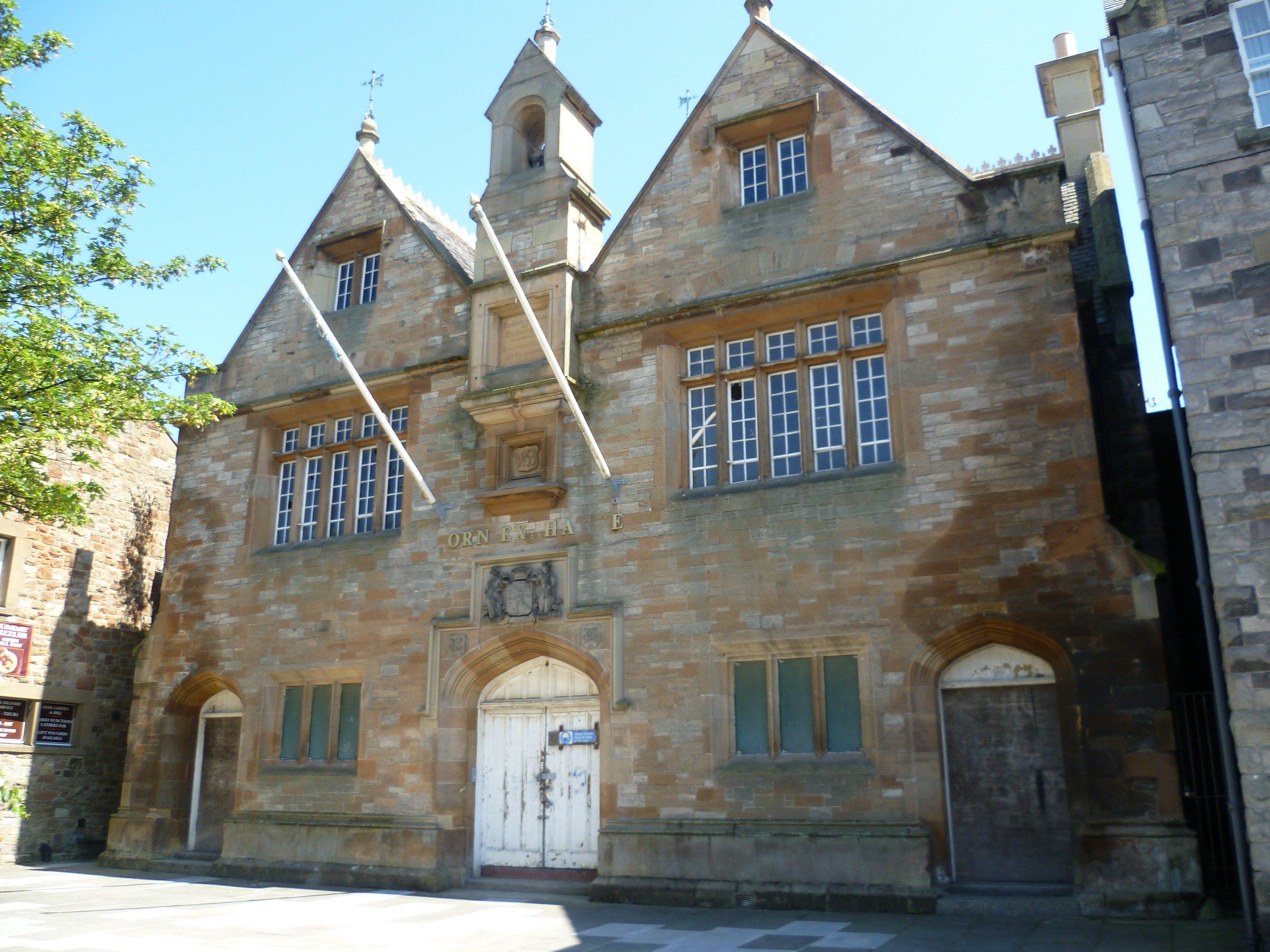
Corn Exchange by David Cousin 1853

Одно из наиболее ранних упоминаний Далкита содержится в «Хрониках» Жана Фруассара, который останавливался в замке Далкит на 15 дней. Он описал битву при Оттерберне и смерть графа Джеймса Дугласа:

Я, автор этой книги, в юности был в восторге от всего королевства Шотландии, и я провёл пятнадцать дней в доме графа Уильяма Дугласа, отца того графа Джеймса Дугласа, о котором я говорил сейчас, в замке в пяти лигах от Эдинбурга, который здесь называют Далкейт. В это же время я видел там этого графа Джеймса, прекрасного маленького ребёнка, и сестру его, называемую леди Бланш.
Оригинальный текст (англ.)I, author of this book, in my youth had ridden nigh over all the realm of Scotland, and I was then fifteen days in the house of earl William Douglas, father to the same earl James, of whom I spake of now, in a castle of five leagues from Edinburgh which is called in the country Dalkeith. The same time I saw there this earl James, a fair young child, and a sister of his called the lady Blanche.

В 1650 в Далкит вошла армия Оливера Кромвеля. Генерал Джордж Монк стал командором Шотландии, а правительство страны разместилось в замке Далкит.
В XVII веке в Далките находился один из крупнейших шотландских рынков, располагавшийся на исключительно широкой Хай-стрит.
В 1831 году Далкит и Эдинбург соединила железная дорога, по которой перевозили уголь, камень и сельскохозяйственную продукцию. Через 20 лет, в 1853 году, в городе открылась зерновая биржа, на тот момент крупнейшая крытая площадка для торговли зерном в Шотландии.
В 1879 году в Далките началась избирательная кампания Уильяма Гладстона, будущего премьер-министра Великобритании.